# Althepus reduncus
Espèce
Althepus reduncus est une espèce d'araignées aranéomorphes de la famille des Psilodercidae.

## Distribution
Cette espèce est endémique de l'État Shan en Birmanie,. Elle se rencontre dans la grotte Tupaia à Pinlaung.

## Description
Le mâle holotype mesure 6,16 mm.

## Publication originale
- Li, Li & Jäger, 2014 : Six new species of the spider family Ochyroceratidae Fage 1912 (Arachnida: Araneae) from southeast Asia. Zootaxa, no 3768, p. 119-138 (texte intégral).